# Hongkonger Beachhandball-Nationalmannschaft der Frauen
Die Hongkonger Beachhandball-Nationalmannschaft der Frauen repräsentiert den Hongkonger Handballverband als Auswahlmannschaft auf internationaler Ebene bei Länderspielen im Beachhandball gegen Mannschaften anderer nationaler Verbände.
Als Unterbau fungieren die Nationalmannschaft der Juniorinnen. Das männliche Pendant ist die Hongkonger Beachhandball-Nationalmannschaft der Männer.

## Geschichte

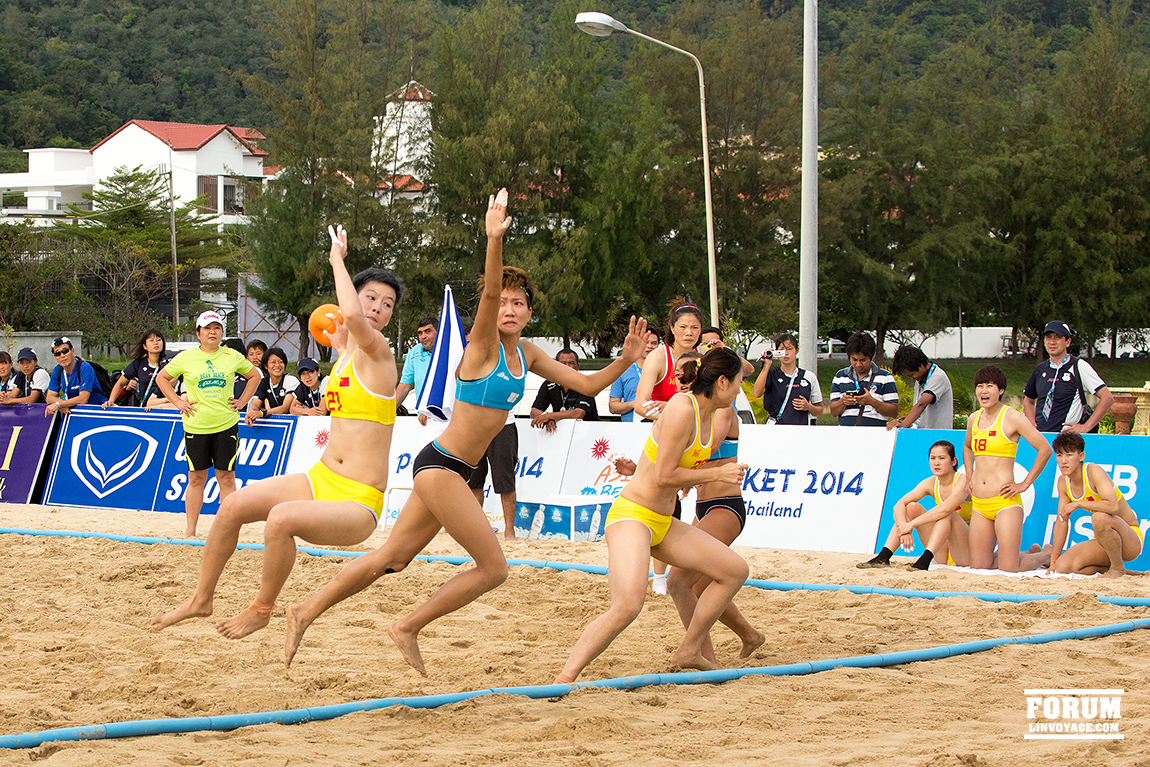
Vorrundenspiel Hongkong gegen China bei den Asian Beach Games 2014

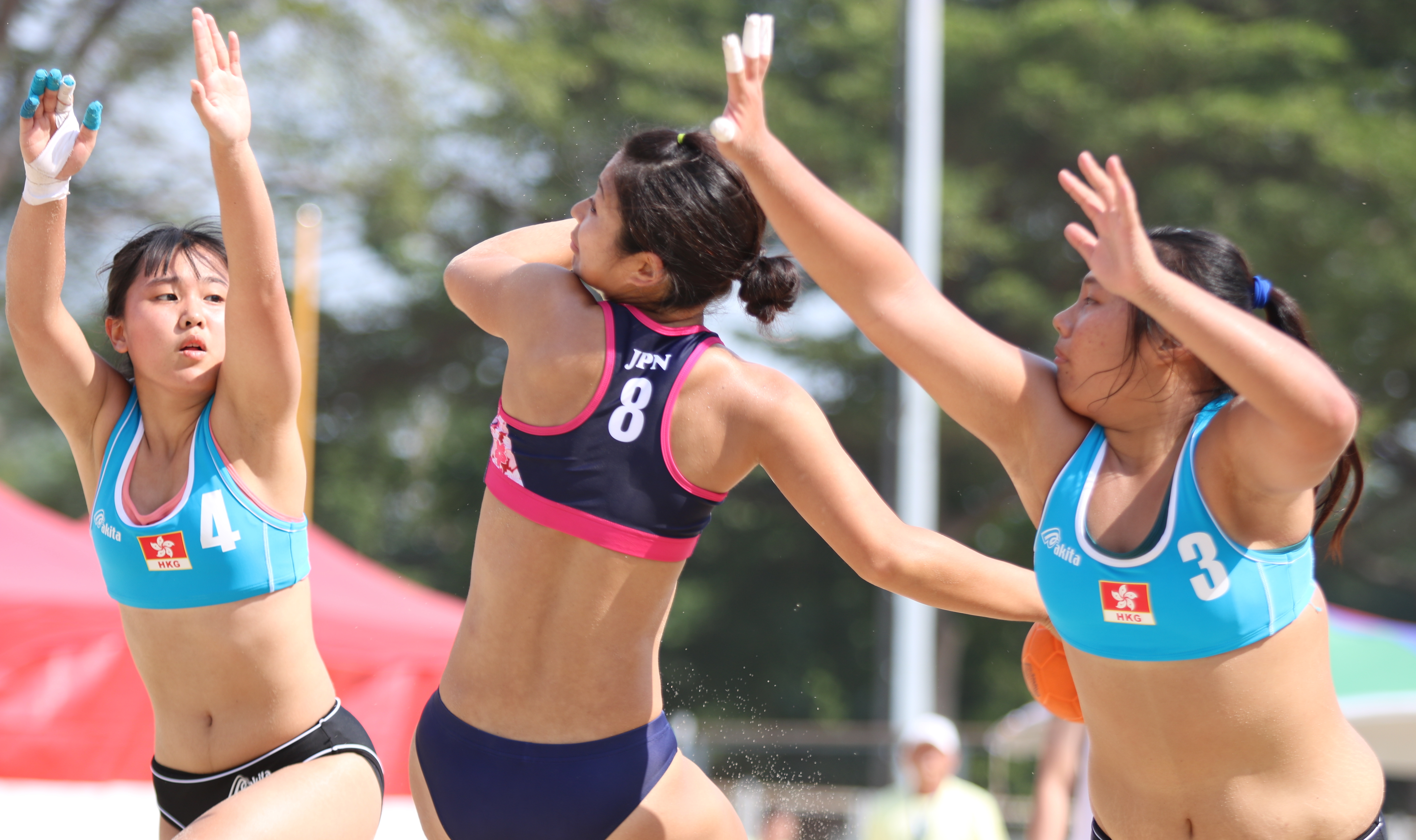
Länderspiel zwischen Japan und Hongkong beim Gangdu Cup 2018 in Kaohsiung

Die Mannschaft Hongkongs war Gründungsmitglied der ersten Beachhandball-Asienmeisterschaften 2004 in Japan, wo sie neben der Vertretung Japans die einzige Frauenmannschaft war. Hongkong unterlag Japan und gewann die Silbermedaille. Seitdem sich ab Ende der 2000er Jahre auch für Frauen-Nationalmannschaften Asiens die Turniere verstetigten, trat Hongkong regelmäßig, wenn auch nicht immer, bei den Wettkämpfen an. So nahm das Team seit den erstmals 2008 ausgetragenen Asian Beach Games 2008 abgesehen 2010 immer teil. Belegte die Mannschaft 2008 noch den letzten Platz, konnte sie danach ihre Leistungen auf einem Rang im Mitteldrittel der Platzierungen verstetigen. Bei den beiden Teilnahmen an den schlechter besetzten Asienmeisterschaften erreichte Hongkong beide Male den vorletzten Rang.
Bislang bestritt die Nationalmannschaft Hongkongs nach 2019 aufgrund der COVID-19-Pandemie keine internationalen Turniere mehr, doch kündigte sich mit dem Wiedereinsatz der Nachwuchs-Nationalmannschaft ab 2022 eine Rückkehr auf die internationale Bühne an.

## Teilnahmen
| World Games - 2001: nicht eingeladen - 2005: nicht eingeladen - 2009: nicht eingeladen - 2013: nicht qualifiziert - 2017: nicht qualifiziert - 2022: nicht qualifiziert World Beach Games - 2019: nicht qualifiziert - 2023: nicht qualifiziert | Weltmeisterschaften - 2001: keine Teilnahme - 2004: 8. - 2006: nicht qualifiziert - 2008: nicht qualifiziert - 2010: nicht qualifiziert - 2012: nicht qualifiziert - 2014: nicht qualifiziert - 2016: keine Teilnahme - 2018: keine Teilnahme - 2020: nicht qualifiziert, ausgefallen - 2022: keine Teilnahme | Asienmeisterschaften - 2004: 2. - 2013: 5. - 2015: keine Teilnahme - 2017: keine Teilnahme - 2019: 5. - 2022: keine Teilnahme - 2023: Details | Asian Beach Games - 2008: 9. - 2010: keine Teilnahme - 2012: 7. - 2014: 6. - 2016: 6. - 2023: |

- AM 2004: Kader derzeit nicht bekannt

- WM 2004: Kader derzeit nicht bekannt

- ABG 2008: Cheung Man Yee • Chiu Chit Kwan • Lee Ka Lei Cary • Ng Tsz Lei • Poon Hoi Lam • To Pui Yee • To Yuen Pik • Yuen Wing Shan[4]

- ABG 2012: Chan Tiu Fung • Cheung Man Yee • Chiu Chit Kwan • Man Ying • Ng Sin Man • Ng Tsz Lei • To Yuen Pik • Tsang Ching Man • Tu Pui Yee • Yip Nga Man[5]

- AM 2013: Chan Kam Ling • Cheng Ching Hang • Cheung Mei Ngo • Chiu Chit Kwan • Chow Pui Yee • Chung Ka Yu • Lai Mei Yu • Lam Sze Pui • Lam Wai Yu • Man Ying • Sum Ming Yee • To Yuen Pik • Tsang Ching Man • Yip Nga Man[6]

- ABG 2014 1: Lin Sipei • Ye Yawen • Zeng Jingwen • Zhang Mei'e • Zheng Jingheng[7]

- ABG 2016: Chan Kam Ling • Chow Pui Yee • Chung Ka Yu • Lam Tsz Yan • Lam Wai Yu • Sum Ming Yee • To Yuen Pik • Tsang Ching Man • Wong Yee Ting • Yip Nga Man[8]

- Gangdu Cup 2018 1: Guo Zitong • Zhuang Siqi • Zhuo Kaiqing[9]

- AM 2019: Du Wanbi • Lin Kexin • Lin Sipei • Shen Mingyi • Yang Chuyao • Yang Yiwen • Ye Yawen • Zhao Zhejun • Zeng Jingwen • Zhou Peiyi[10]

- AM 2023: Hui Nga Tik • Hui Wai Yan • Lam Ho Sum • Lam Hiu Tung • Lau Yat Lam • Sum Ming Yee • Tam Hoi Man • To Yuen Pik • Wong Mei Kuen • Wong Wing Tung[11]

## Trainer
| Cheftrainer - 2013: Sung Meng Yuan - 2018: Zhao Zhejun - 2019: Chen Guoxing - seit 2023: Chan Kwok Hing | Co-Trainer - 2013: Tam Chun Ying - seit 2023: Chiu Chit Kwan |